# Joseph Kesselring
Joseph Otto Kesselring (* 21. Juni 1902 in New York City, New York; † 5. November 1967 in Kingston, New York) war ein US-amerikanischer Schriftsteller, Dramatiker, Schauspieler und Regisseur. 

## Leben
Joseph Kesselring wurde am 21. Juni 1902 als Sohn deutschstämmiger Eltern in New York City geboren. Von 1922 bis 1924 war er Lehrer für Musik am Bethel College in North Newton, Kansas, und danach von 1925 bis 1926 musikalischer Leiter und Direktor eines Amateurtheaters in Niagara Falls, New York. Anschließend betätigte er sich als Schauspieler, Autor und Regisseur verschiedener Unterhaltungsstücke und als Verfasser von Kurzgeschichten und Gedichten.
Ab 1933 verdiente er endgültig als freiberuflicher Autor und Bühnenschriftsteller sein Brot. In diesem Jahr heiratete Kesselring in New York die Pianistin Charlotte Elsheimer.
1939 schrieb Kesselring das Theaterstück Arsen und Spitzenhäubchen (Arsenic and Old Lace), das von zwei liebenswerten alten Damen handelt, die ohne jedes Schuldgefühl ein Dutzend Männer ermorden. Das Stück erwies sich als Kesselrings einziger Erfolg unter seinen insgesamt zwölf Stücken und brachte ihm unerwarteten Reichtum ein. Es lief nach der Broadway-Premiere am 10. Januar 1941 dort dreieinhalb Jahre lang vor allabendlich ausverkauftem Haus und war auch in London ähnlich erfolgreich. Die Hollywood-Verfilmung des Stücks durch Frank Capra mit Cary Grant, Priscilla Lane, Raymond Massey und Peter Lorre, die 1944 in die Kinos kam, erwies sich als bis heute unverwüstlicher Filmklassiker. Auf amerikanischen und europäischen Bühnen immer wieder gespielt, entwickelte sich das Stück zu einem Evergreen des schwarzen Humors.
Auch im deutschsprachigen Raum war und ist das Stück ein großer Erfolg. Neben der hochdeutschen Übertragung von Annemarie Artinger existieren unter dem Titel Arsenik un ole Spitzen auch eine niederdeutsche Fassung von Konrad Hansen, eine alemannische Mundartbearbeitung als Gift un Spitzehüübli sowie unter dem Titel Freude herrscht eine schweizerdeutsche Dialektbearbeitung von Roger Thiriet.
Joseph Kesselring starb am 5. November 1967 in Kingston im Bundesstaat New York. Postum erschien 1973 seine in Versform abgefasste Autobiographie. 
Zu Ehren Kesselrings vergibt der National Arts Club seit 1980 jährlich den von seiner Witwe Charlotte gestifteten „Joseph Kesselring Prize“ für etablierte und aufstrebende Dramatiker.

## Werke

### Bühnenstücke
- Aggie Appleby Maker of Men, 1932 (verfilmt 1933)
- Cross Town, 1937
- Arsenic and Old Lace. (A Comedy), 1939 [im Druck: New York 1941] (dt. Spitzenhäubchen und Arsenik oder auch Arsen und Spitzenhäubchen; verfilmt 1941 [herausgebracht 1944])
- Maggie MacGilligan, 1942
- Jig, Lisp and Amble, 1943
- Identically Yours, 1945
- Solomon’s Mother, 1946
- Four Twelves are 48. A Comedy in Three Acts, New York 1951
- Surgery Is Indicated, 1954
- Accidental Angel, 1955
- A Frog in His Pocket, 1958
- Mother of That Wisdom. A Historical Play in Two Acts, [New York 1973]

### Autobiografie
- My Life, Love, and Limericks. An Autobiography in Verse, New York 1973 (ISBN 0-682-47659-5)